# Pont del Nou d'Octubre
El pont del Nou d'Octubre és un pont de València que travessa el Jardí de Túria i connecta el barri de Sant Pau amb el de Nou Moles i Soternes i el municipi veí de Mislata. Així mateix, uneix les avingudes de Pío Barroja i de Manuel de Falla amb el passeig de la Petxina i el carrer del Nou d'Octubre. Aquest és el segon pont a creuar el Jardí de Túria dins del terme municipal valencià, després del pont del Bioparc situat a poca distància al nord-oest. Forma part de la tercera Ronda de València. A poca distància hi ha el Museu d'Història de València i l'antiga Presó Model d'Homes. Deu el seu nom a la Diada del País Valencià, el 9 d'octubre. El pont és una obra primerenca de l'arquitecte de Benimàmet, Santiago Calatrava.